# Districte de Tumkur
El districte de Tumkur (canarès ತುಮಕೂರು ಜಿಲ್ಲೆ) és una divisió administrativa de Karnataka a l'Índia amb capital a Tumkur. La superfície és de 10.648 km² i la població al cens del 2001 era de 2.584.711 habitants.

## Geografia
La part oriental està creuada de nord a sud per unes muntanyes que delimiten el sistema fluvial del Kistna; els cims principals de nord a sud són el Kamandurga (1.096 metres), el Nidugal (1.169 metres), el Midagesidurga (1.047 metres), el Maddagiridurga (1.220 metres), Channarayadurga (1.161 metres), Devarayadurga (1.221 metres), Nijagal (1.106 metres), Hutridurga 
(1.151 metres) i el Huliyurdurga (957 metres); la serralada continua cap al districte de Bangalore amb els pics Sivaganga i Savanurga. Els rius principals són el Jayamangala i el Shimsha. Entre les muntanyes destaquen les Devarayanadurga.

## Administració

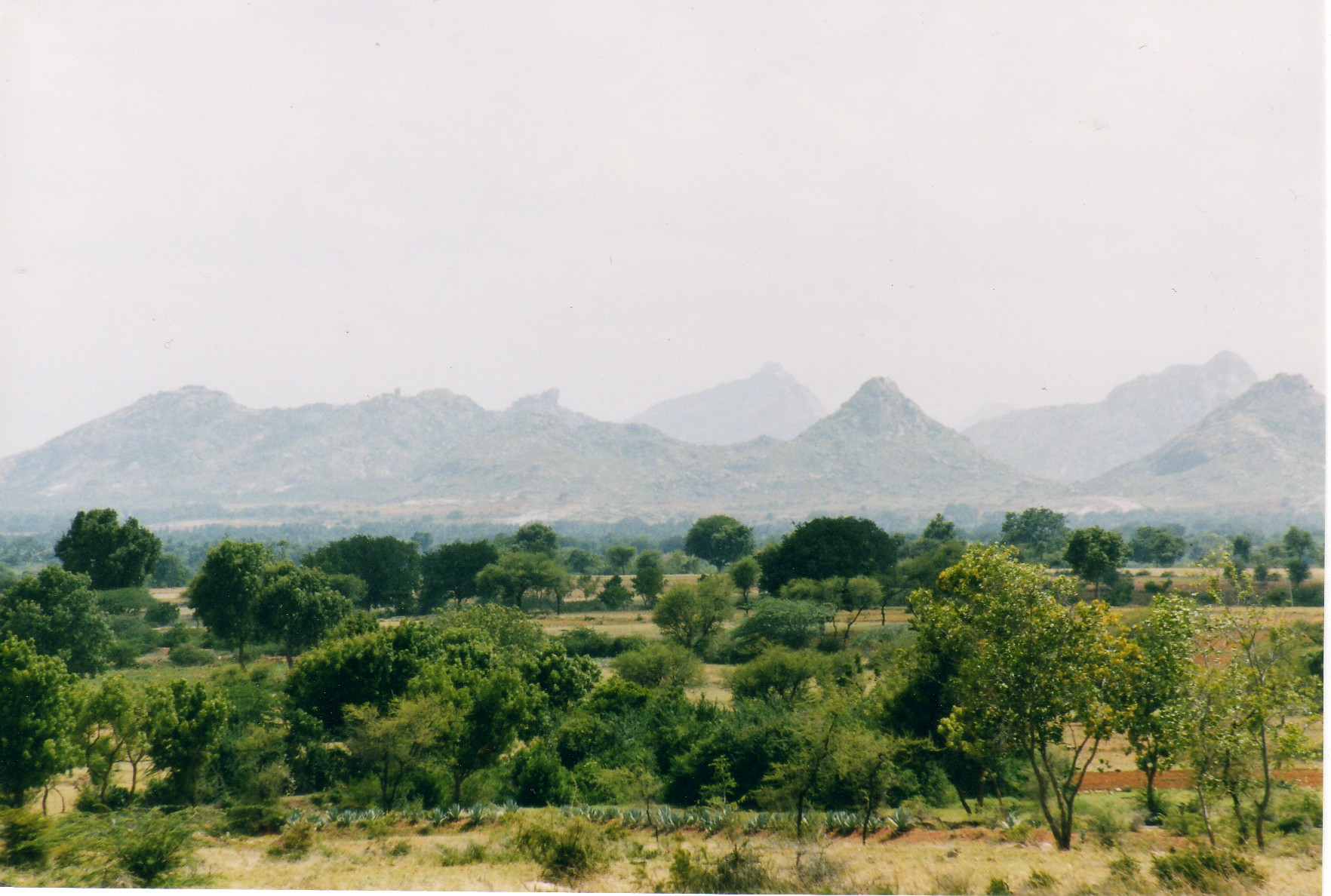
paisatge del districte

Està format per tres subdivisions (Tumkur, Madhugiri i Tiptur) i deu talukes:
- Koratagere
- Gubbi
- Chikkanayakana Halli
- Tumkur
- Pavagada
- Sira
- Turuvekere
- Kunigal
- Madhugiri
- Tiptur

## Història
La regió de Tumkur fou governada per la dinastia ganga (que va existir del 350 al 1050); els pallaves anomenats nolambes (dinastia existent entre 750 i 1049) van tenir capital a Penjeru o Henjeri (moderna Hemavati, en territori del districte) amb fortalesa principal a Nidugal; sota els rahtrakutes el país de Kunigal o Kuningil fou una província de l'imperi; els coles (segles VIII a XII) van dominar la part nord mentre els gangues dominaven el sud (testimoniat amb Narasimha III el 974 que va conquerir Nolambavadi); els hoysales (1022-1342) van substituir als gangues, i d'aquesta dinastia s'ha trobat una inscripció datada el 1078 del rei Vishnuvardhana que governava sobre les antigues possessions dels gangues i dels coles, i una altra del rei Narasimha que va derrotar el 1285 als senyors de Henjeru i Nidugal que deien ser de descendència cola; en part sota el domini hoysala i en part sota els dels chalukyes es va formar un regne a Huliyar; un altre regne apareix a Anebiddasari o Anebiddajari a la rodalia de Tumkur.
Vijayanagar (1336-1678) hauria conquerit la regió vers 1354 i la capital regional fou llavors Devarayadurga. Els principals estats tributaris de Vijayanagar a la zona foren els de Nidugal, al nord, fundat pel caps de la família Harati del districte de Chitaldroog; el de Holavanhalli o Korampur a l'est, fundat per un cap de la família Avati; el de Maddagiri també al nord, el de Hagalvadi a l'oest i el d'Hebbur al sud que després fou absorbit pel de Magadi. Després de la batalla de Talikot el 1565 els polegars o senyors locals van augmentar el seu poder; els principals de la zona foren els de Madhugiri, Hagalvadi i Holavanahalli. La part nord del districte fou assolada pel sultanat de Bijapur i la regió de Sira el 1638 va formar part de la província del Carnàtic de Bijpaur, i posada sota govern de Shahji, el pare de Sivaji. El 1687 els mogols, que havien ocupat el sultanat de Bijapur, van arribar a Sira que fou capital del Carnàtic durant 70 anys primer sota els mogols i després de 1724 sota el nizam d'Hyderabad, quedant dividida en set parganes: Sira, Basavapattana, Budhihal, Doddaballapura, Hosakote, Kolar i Penukonda. Mentre la dinastia wodeyar de Mysore s'havia apoderat de tots els territoris que no havien estat de Bijapur: Kanteerava Narasa Raja Wodeyar va adquirir Hebbur del polegar Immadi Kempegowda (1638-59), Dodda Deva Raja va morir a Chiknayakanhalli el 1672, i vers el 1696 Chikka Deva Raja es va apoderar de Jadakanadurga, que va rebatejar Devarayadurga.
El 1757 Sira fou ocupada pels marathes però restaurada el 1759 a la signatura de la pau. El 1761, Basalat Jang, germà del nizam, va concedir a Haidar Ali el títol de nawab de Sira i el domini de la resta del districte per part d'Haidar no va tardar gaire. El 1766 Sira va caure en mans dels marathes per la defecció del cunyat d'Haidar Ali, però el 1774 Tipu Sultan, fill d'Haidar, la va reconquerir i va deportar a dotze mil famílies cap a Seringapatam per poblar el nou suburbi de Shahr Ganjam. El 1791 els marathes van ocupar per tercera vegada Sira, de manera temporal, quan anaven a unir-se a l'exèrcit britànic de Lord Cornwallis. El 1799 amb la derrota i mort de Tipu Sultan, Mysore va passar als britànics que van restaurar la dinastia wodeyar. El 1866 la taluka de Sira fou transferida des de Chitaldrug i el 1866 Pavagada va quedar inclosa a Tumkur.
El districte formà part de Mysore i tenia una superfície el 1901 de 10.769 km², o sigui pràcticament la mateixa que actualment. La població era: 
- 1871: 689.026
- 1881: 452.631
- 1891: 580.786
- 1901: 679.162

Per religions 633.847 eren hindús, 31.765 musulmans, 10.388 animistes, 2.207 jains, 949 cristians, i la resta (6) altres. Hi havia 18 ciutats i 2.753 pobles. La capital era Tumkur amb 11.888 habitants. Les municipalitats eren deu: Tumkur, Maddagiri, Koratagere, Chiknayakanhalli, Sira, Gubbi, Tiptur, Turuvekere, Pavugada i Kunigal; i havia també 8 unions: Bellavi, Kyatsandra, 
Holavanhalli, Huliyar, Kadaba, Nonavinkere, Honnavalli i Huliyurdurga. Administrativament estava format per 8 talukes:
- Tumkur
- Gubbi
- Kunigal
- Tiptur
- Chiknayakanhaili
- Sira
- Maddagiri
- Pavugada

Les castes principals eren els wokkaligues, lingayats, madigues, holeyes, bedes, golles, kurubes i bramans. Vers el 69% de la població vivia de l'agricultura.
La taluka de Tumkur tenia una superfície de 1.178 km i una població el 1901 de 107.513 habitants.
El districte va seguir els passos de Mysore i després de Karnataka. El 1966 fou agregada fiscalment a la divisió de Nandidurga.

## Arqueologia
- Edificis musulmans de Sira
  - Tomba de Malik Rihan (1651) que fou governador de Sira per compte de Bijapur.
  - Jama Masjid (1696)